# Baudilio Sanmartín García
Baudilio Sanmartín García  (Ferrol, 18 de mayo de 1903 - Brive-la-Gaillarde, Francia, 25 de octubre de 1971) fue un destacado maquinista de la Armada Española, durante la guerra civil permaneció leal a la República.

## Biografía
Baudilio Sanmartín García nació en Ferrol el 18 de mayo de 1903. Cursó sus estudios primarios en su Ferrol natal, ingresa en la Escuela de máquinas de la Armada el 11 de octubre de 1921 y posteriormente en la Escuela de armas submarinas de Cartagena. (febrero a mayo de 1930), siendo declarado apto para el Servicio de submarinos en junio del mismo año.

### Carrera militar
En 1927, fue miembro de la tripulación del crucero Blas de Lezo con destino a China con el fin de proteger a la colonia española de Shanghái a consecuencia de los conflictos nacionalistas en ese país.
El viaje tuvo lugar entre el 25 de enero y el 25 de noviembre de 1927 y la estancia en Shanghái entre el 27 de febrero y finales de septiembre.
Estuvo destinado en el crucero “Carlos V”, hasta mediados de junio de 1928, cuando es desembarcado y pasa asignado a la Comisión Inspectora del Arsenal para, en su día, embarcar en el nuevo crucero “Almirante Cervera”. Allí es ascendido a Segundo Maquinista (12 de agosto de 1928).  El  “Almirante Cervera” no será entregado a la Marina hasta el 15 de septiembre de 1928 y Sanmartín fue designado Ayudante Profesor de los Aprendices Maquinistas embarcados en prácticas en dicho crucero (nombramiento del 21 de noviembre de dicho año). De hecho, no participó en el viaje del crucero a Cuba para asistirá la toma de posesión del Presidente de la República señor Machado, habiendo contraído matrimonio (con Eugenia Vilachá Soto, en Ferrol, el 20 de mayo de 1929), antes de que el crucero regresara de Cuba.
Estando destinado en el  “Almirante Cervera”, el 6 de agosto de 1928, también es destinado a dicho crucero el entonces Teniente de Navío don Remigio Verdia Jolí, su amigo, que luego coincidiría con él en la Base Naval de Málaga.
A finales de enero de 1930 es nombrado alumno de la Escuela de Submarinos. Al finalizar el curso de submarinos (finales de mayo de 1930), es pasaportado para Vigo, a disposición del comandante general de la Escuadra. El 23 de junio de 1930, es declarado apto para el servicio de submarinos. En octubre del mismo año, es destinado al Departamentos de Ferrol donde, a finales de febrero de 1931, es embarcado en el submarino B-1, destino que ocupaba cuando se proclama la Segunda República.
Con ocasión del Decreto de Reorganización de la Segunda Sección del Cuerpo de Maquinistas del 8 de septiembre de 1931, es nombrado Tercer Maquinista - Graduación de Alférez Maquinista, con antigüedad de 9 de septiembre de 1931.
El 9 de septiembre de 1933, es nombrado Segundo Maquinista (equiparación de Alférez Maquinista).
El 2 de marzo de 1934 fue destinado al crucero  Méndez Núñez y el 17 de enero de 1935 al servicio de Otros Ministerios, agregado al de Instrucción Pública y Bellas Artes, pasando a formar parte del proyecto de la expedición del buque Ártabro al Amazonas.

### Guerra Civil
Al estallar la sublevación militar su puesto en la Armada era Jefe de máquinas del buque Ártabro, fondeado en Cartagena, ya de nuevo dependiendo de Marina, al haberse suspendido la expedición al Amazonas, el 10 de abril de 1936. Se le había ordenado regresar de Galicia antes de que expirara su permiso de tres meses para atender a su mujer (dado el 19 de mayo de 1936), estando en Cartagena el 18 de julio de 1936.
Llega a Málaga a los pocos días de iniciarse el conflicto a bordo del citado buque convertido de urgencia en hospital. A finales de julio, en los muelles de la ciudad andaluza salvó la vida de los oficiales del Xauen Eduardo Armada y Manuel de Carlos que iban a ser fusilados por miembros de la F.A.I, los cuales consigue llevar detenidos hasta el vapor Monte Toro. Ocupa en estos días el cargo de Delegado marítimo y ayudante de Pedro Prado en la Jefatura de Operaciones de la Base naval malagueña. El 15 de septiembre de 1936 es nombrado Jefe de la Base, aun cuando su nombramiento oficial no será publicado hasta el 29 de diciembre de 1936 (Gaceta de la República 364,p.1141).
Con su amigo y Jefe de la flota submarina Remigio Verdía desplegó una enorme actividad para que la progresivamente menguada base de Málaga pudiera ser defendible. El 12 de diciembre de 1936 el submarino C-3 es hundido por el submarino alemán U 34 frente al malagueño barrio de El Palo en la llamada Operación Úrsula. Sanmartín consigue localizarlo y balizar su posición exacta, apenas 48 horas después de su hundimiento.
El 2 de enero de 1937, se encontraba en compañía de Remigio Verdía Jolí que acababa de aterrizar de una misión de reconocimiento. Cuando se dirigían a la Comandancia militar fueron sorprendidos por el ataque de nueve aviones alemanes Junkers Ju 52 que bombardearon intensamente la capital y el puerto.
A consecuencia del bombardeo cayó muerto el comandante del C-6 y jefe de la flota submarina republicana Remigio Verdía, salvando la vida por muy poco Baudilio Sanmartín.
En los últimos días del asedio a Málaga,  su comportamiento fue ejemplar, el maquinista se esforzó hasta el último momento por mantener la Base en manos republicanas, todo ello fue en vano debido a la diferencia de fuerzas entre ambos bandos y al abandono que sufrió la ciudad y la esperanza frustrada en la que se convirtió la Escuadra republicana que nunca llegó al auxilio de la Base. No obstante fue el último en salir con honor de la capital malagueña junto a un grupo de miembros de la base, partiendo en un ómnibus a las 3:55 horas del 8 de febrero de 1937.
Antes de su salida, el alcalde Eugenio Entrambasaguas,  sabiendo de la honorabilidad de Sanmartín y su compromiso en intentar dar juicio justo a las personas detenidas, le confió varios presos que se encontraban en las dependencias municipales con el fin de garantizarles juicio fuera de Málaga. En el trayecto por la carretera Málaga-Almería tuvo que imperiosamente poner en libertad a los prisioneros debido al sangriento bombardeo efectuado contra los miles de personas que huían de Málaga.
El coronel y comandante militar de Málaga José Eduardo Villalba Rubio desertó junto a varios miembros de su Estado Mayor, abandonó su puesto y huyó precipitadamente de la ciudad en la tarde del 7 de febrero de 1937. Cuando se enteró de que Sanmartín había conseguido salir de Málaga, mandó detenerlo e incluso darle muerte, hecho que no pudo ser llevado a cabo.  
Sanmartín continuó trabajando en Cartagena para la Marina republicana. 
- Primero como Auxiliar de Estado Mayor de la flotilla de Destructores (nombramiento de 4 de marzo de 1937),
- Luego como Jefe del Arsenal de dicha Base Naval, por orden de 1 de julio de 1937, hasta que es destinado a la …
- Comisión Inspectora de Arsenal para los trabajos del Crucero "Miguel de Cervantes", a las órdenes directas del Presidente (nombrado el 15 de septiembre de 1937).
- Siendo finalmente embarcado provisionalmente en el "Miguel de Cervantes", mientras duren las obras (el 13 de noviembre del mismo año).
- El 14 de febrero de 1938, es nombrado Jefe Interino de la factoría en Cartagena de la S.E. de C.N. (Sociedad Española de Construcciones Navales).

Desde el 19 de septiembre es ascendido a Teniente Maquinista (por orden de 13 de octubre de 1937).
El 17 de marzo de 1938, es nombrado Jefe de los Servicios Marítimos de la Base Naval de Mahón, a donde no llegará hasta el 3 de mayo, aterrizando en Fornell en un vuelo desde Marignane, tras haberse trasladado a Barcelona y de allí a Francia.  Su función en Mahón la ejercerá con el cargo de teniente coronel maquinista habilitado (orden de 13 de abril de 1938).
Antes de la rendición de Mahón aún volvería a visitar Barcelona, donde pasa revista el 2 de noviembre de 1938.
El 7 de febrero de 1939, asiste al Contra-Almirante Luis González de Ubieta, recién llegado a Mahón (el 3 de febrero, a bordo del destructor “Almirante Miranda”, para hacerse cargo de la Jefatura de la Base Naval), en las negociaciones de capitulación de la isla, realizadas a bordo del crucero británico HMS Devonshire.
Tras la segunda visita a bordo, en la que se rinde la isla, Sanmartín regresa a tierra para encargarse de la destrucción de documentos confidenciales y la organización de la evacuación.
Baudilio, junto con su hermano Francisco (el menor, mellizo de Eugenio), que estaba destinado en la isla en Artillería de Costas, y cerca de una veintena de personas que esperaban en el puerto a una lancha que nunca llegaría, son las últimas personas en abordar el Devonshire. Lo hacen a bordo de una lancha franquista que se anticipó a entrar en el puerto; secuestraron la lancha a punta de pistola para alcanzar el Devonshire y, una vez allí, invitaron al piloto a unirse a ellos; el piloto no aceptó. El Devonshire había abandonado el puerto a causa de los bombardeos de la aviación italiana y a aquellas alturas había dejado de enviar su lancha al puerto para recoger refugiados. En la madrugada del día 8, parten para Marsella.

### Exilio
En Francia, junto con su hermano Francisco, pasa por dos campos de concentración; el primero el campo de Argeles sur Mer, cerca de Marsella, y el segundo en Bretaña; antes de que con motivo de la invasión alemana, en 1940, consigan abandonar Bretaña y trasladarse a París.
El 13 de abril de 1940 se encuentra en Brive la Gaillarde (Departamento de La Correze), donde transcurrirá su vida de refugiado; sita en el macizo central francés, zona que elige con criterios de supervivencia.
Brive la Gailarde, llamada la capital de la resistencia, fue la última ciudad francesa en caer en manos de los alemanes y la primera en liberarse por sus propios medios. De hecho fue capturado por los alemanes durante 5 días, sin que hubiera tiempo suficiente para que lo devolvieran a España.
En Brive, en 1945, conoce a Monique Dickx (de soltera Simonne Marie Henriette David), una mujer belga superviviente de los campos nazis de exterminio, llevada allí por los norteamericanos que la liberaron, y con quién consigue rehacer una vida de familia, llevándose con ellos (años más tarde) a su hija Nora (que se había librado de los alemanes por residir con su abuelo materno, cuando la ocupación alemana de Ostende.
Tras trabajar como leñador, hasta que la “La Comapgnie Electro-Mechanique Sté. Hewitic" (del grupo Philips, fundada en 1937, luego Hyperelec) reanuda su actividad tras la liberación de Brive (en mayo de 1945) e ingresa en ella como electricista, el 15 de mayo de 1945. En dicha sociedad se desarrollará su vida laboral en el exilio, jubilándose, el 30 de mayo de 1968, como ingeniero electro-mecánico.
A partir de 1949 (año en que recibe la visita de su hijo) pudo recibir visitas de su familia española, con la que nunca perdió el contacto; desde muy pronto (1940, al menos) supo ingeniárselas para mantener una correspondencia complicada, a través de amigos en varios países con su familia.
Vivió dignamente en Francia, nunca quiso nacionalizarse francés, ni militar en ningún partido político (era un soldado de la República). Siempre testimonió a sus familiares que mientras él viviera, el dictador Franco tendría un refugiado español en territorio galo y un soldado de la II República española en el exilio. Falleció en octubre de 1971, Sus restos descansan junto a su compañera belga (fallecida casi 3 años antes), en el cementerio de Brive la Gaillarde (Francia).